# سازه پیش‌تنیده

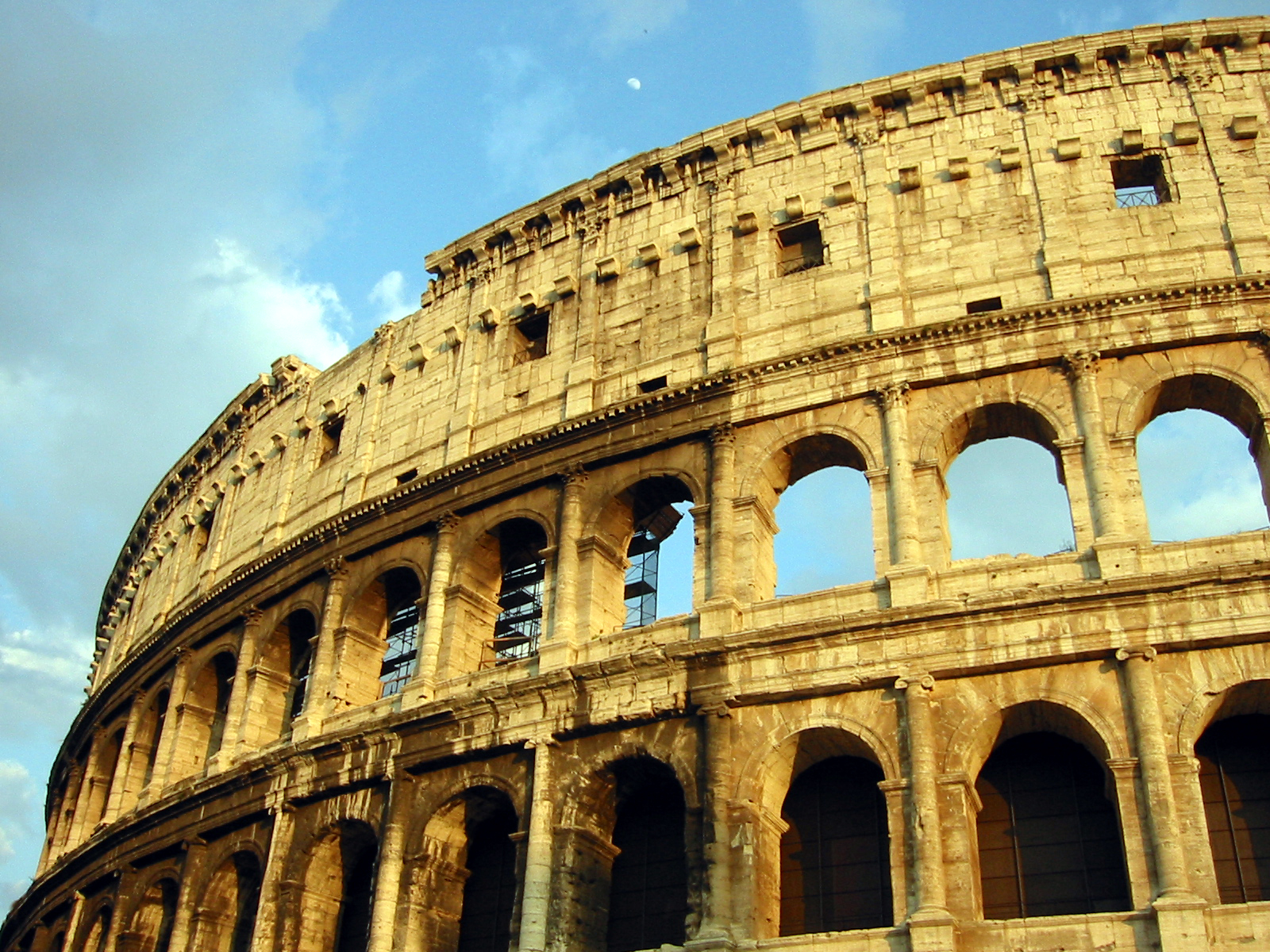
کولوسئوم روم

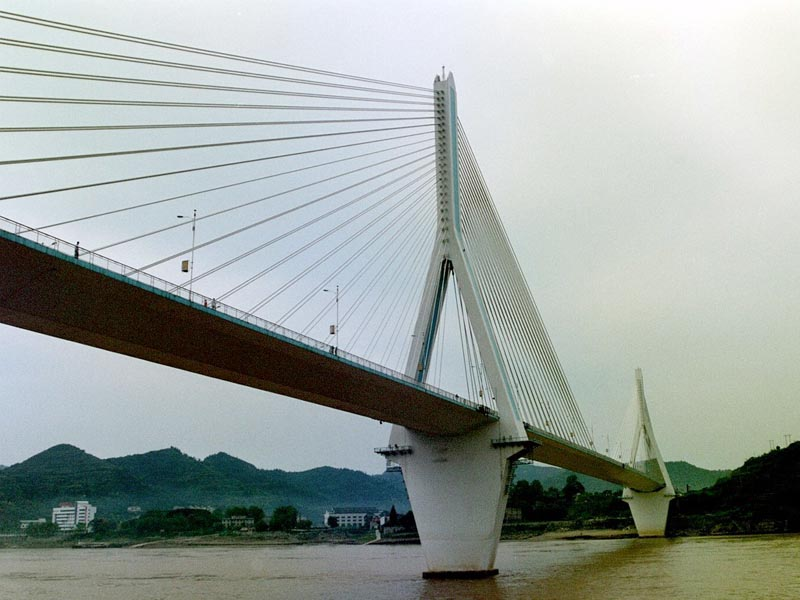
پل کابلی سازه پیش‌تنیده بر روی رود یانگ‌تسه

سازه پیش‌تنیده (به انگلیسی: Prestressed structure) سازه ای است که با ترکیب رشته‌ها یا میلگردهای فولادی (Tendon) و بتن ساخته شده که با تحت کشش قرار گرفتن کابل‌های فولادی باعث افزایش ظرفیت باربری بتن می‌گردد. میله‌های فولادی در پروسه ساخت یا پس از ساخت، تحت کشش (مثلاً با جک‌های هیدرولیک) قرار می‌گیرند. این تدبیر باعث می‌شود که بتن موجود در سازه تحت تنش فشاری قرار گیرد. از آنجا که مقاومت بتن در فشار بسیار بیشتر از مقاومت آن در کشش هست، اعمال این بارهای خارجی مذکور به سازه، موجب کاهش تنش کششی در بتن می‌شوند؛ بنابراین بتن موجود یا تحت تنش کششی قرار نمی‌گیرد یا مقدار بسیار کمی تنش کششی (کمتر از استحکام شکست بتن) تحمل می‌کند. این تدبیر باعث می‌شود که قابلیت تحمل بار سازه با بتن تحت فشار بسیار بیشتر از سازه مشابه بدون پیش تنیدگی باشد.

## مزایای پیش تنیدگی
برای درک بهتر مزایای پیش تنیدگی دانستن اطلاعاتی از خواص بتن مفید خواهد بود. بتن در برابر فشار بسیار مقاوم است، اما در برابر کشش ضعیف است. به عنوان مثال وقتی نیرویی کششی به مقطع بتنی اعمال شود، ترک می‌خورد. به‌طور متداول در سازه‌های بتنی وقتی باری شبیه به خودرو در یک پارکینگ بر روی دال بتنی یا تیرها قرار گیرد، تیر تمایل به انحنا و خم شدن دارد. این تغییر شکل خمیدگی باعث می‌شود پایین تیر اندکی دچار کشیدگی و ازدیاد طول (کرنش، Strain) شود. معمولاً همین مقدار اندک کشیدگی برای ایجاد ترک در بتن کافی است. میلگردهای تقویتی(bars) فولادی به صورت مدفون در بتن به عنوان تقویت کشش برای محدود کردن عرض ترک قرار داده می‌شود. میلگردها در این حالت وقتی فقط به صورت مدفون در بتن قرار داده می‌شود به صورت نیروهای Passive عمل می‌کند و تا زمانی که خیز در بتن به مرحله قبل از ایجاد ترک نرسیده است نیرویی را تحمل نمی‌کند.  اما Tendon یا همان فولادهای پیش تنیدگی به صورت نیروهای Active در سیستم عمل می‌کنند. در سیستم پیش تنیدگی، فولاد به عنوان عامل مقاوم و مؤثر عمل می‌کند. به‌طوری‌که امکان به وجود آمدن ترک در بتن وجود نخواهد داشت. سازه‌های پیش تنیده حتی اگر تحت بارگذاری کامل قرار گیرند، می‌توانند طوری طراحی شوند که کمترین خیز و ترک در سازه ایجاد شود.

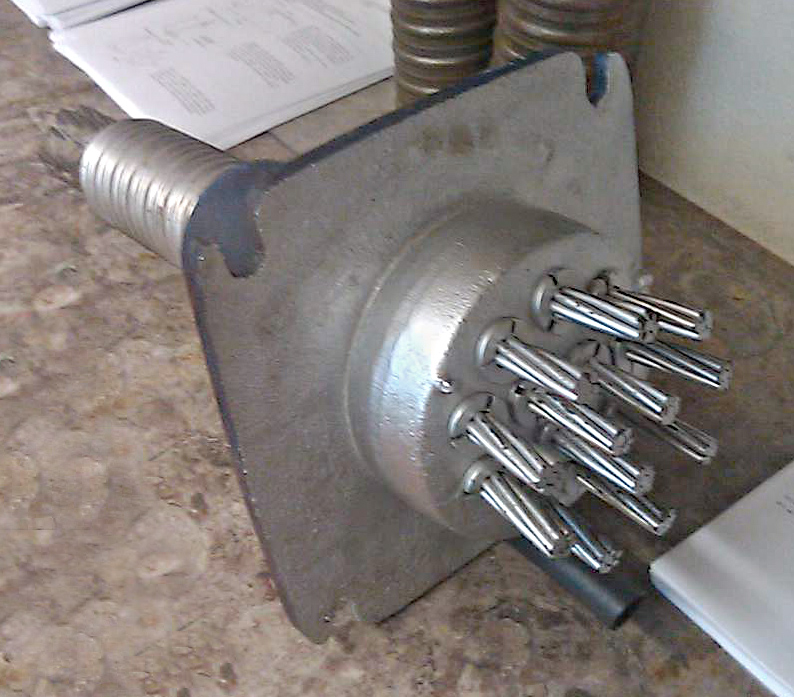
لنگرگاه کابل چند رشته‌ای

اجرای سیستم پیش تنیدگی در مراحل ساخت، سرهم کردن قطعات (مونتاژ)، برپاسازی و نصب در موقعیت به معلومات و دانش تخصصی و فنی نیاز دارد، ولی می‌توان مفهوم کلی کار را با مثال زیر توضیح داد: اگر تعدادی بلوک چوبی که درون آن‌ها سوراخی اجرا شده است و از میان سوراخ نوار لاستیکی عبور داده شود و دو طرف انتهای نوار لاستیکی را نگاه داریم، بلوک‌ها از قسمت پایین از هم جدا می‌شوند. در این شرایط پیش تنیدگی توسط قرار دادن یک جفت مهره در دو انتهای نوار لاستیکی قابل شرح است بطوری‌که با پیچاندن مهره‌ها کم‌کم بلوک‌ها در قسمت پایین به هم نزدیک شده و نهایتاً به‌طور محکم به هم فشار خواهند آورد. در این حالت اگر از دو قسمت انتهایی مجموعه را بلند کنیم این بار مجموعه بلوک‌ها از هم جدا نمی‌شود بلکه به‌طور مستقیم و در کنار هم موقعیت خود را حفظ می‌کنند. این نوارهای لاستیکی محکم شده در واقع همان Tendon (فولادهای پس تنیدگی) در مقیاس واقعی می‌باشند که توسط وسایل مهاری گوه‌ای شکل در محل انتهایی بسته می‌شوند.

## انواع پیش تنیدگی
در حالت کلی دو نوع اصلی پیش تنیدگی وجود دارد:
- آزاد Unbonded
- چسبیده (Bonded(grouted

در حالت آزاد (Unbonded) کابل یا میلگرد فولادی با بتن اطراف چسبندگی ندارد. بیشتر سیستم‌های آزاد (Unbonded) به صورت تک رشته‌ای می‌باشند که در دال و تیرهای ساختمان‌ها، سازنده پارکینگ‌ها و دال‌های روی سطح زمین از این سیستم استفاده می‌شود. یک رشته کابل (Strand) از هفت رشته سیم مفتول تشکیل می‌شود. که با نوعی گریس جهت حفاظت خوردگی پوشیده می‌شود و کل مجموعه درون یک روکش پلی اتلین قرار گرفته است. در ابتدا و انتهای کابل‌ها نیز از یک صفحه فولادی سوراخ دار به همراه گوه‌هایی فولادی دو تکه استفاده می‌شود، این گوه‌ها طوری طراحی می‌شوند که کابل را درون خود محکم نگاه می‌دارند.
در سیستم‌های چسبیده (Bonded) دو یا چند رشته از درون یک مجرای محافظ فلزی یا پلاستیکی عبور داده می‌شود در حالی که این مجرا از قبل به صورت مدفون در بتن کار گذاشته می‌شود. رشته‌ها توسط یک جک کششی بزرگ مهار شده و کشیده می‌شوند. سپس مجرای لوله‌ای(Duct) توسط گروت که ماده‌ای بر پایه سیمان است پر می‌شود. استفاده از این گروت هم باعث محافظت از خوردگی کابل‌های فولادی می‌شود، هم این که باعث انتقال نیروی کششی بین استرندها و مجرای لوله‌ای (Duct) شده و گیرداری طول مشخصی از فولاد (Tendon) را در محیط اطراف موجب می‌شود. دیواره‌های حایل خاک و سنگ (مثلاً انواعی که در کنار جاده‌ها جهت جلوگیری از ریزش کوه احداث می‌شوند) نیز از نوع سیستم Bonded (گیرداری) هستند؛ اما با قدری تفاوت در مراحل اجرای لنگرگذاری، به‌طوری‌که به وسیله دستگاه حفاری سوراخ مدنظر به همراه یک غلاف لوله‌ای (Casing) جهت جلوگیری از ریزش خاک و سنگ در محل ایجاد می‌شود، (این کار ممکن است در دیواره یک تونل یا دیواره حایل شیت پایلی و توده خاک پشت آن انجام می‌گیرد) در درون Casing عبور داده شده و سپس عملیات تزریق گروت آغاز می‌شود. بعد از این که گروت به مقاومت مدنظر رسید عملیات کشش Tendon آغاز می‌شود. در حالت پایدارسازی زمینه‌ای شیبدار (ترانشه‌ها) یا دیواره تونل‌ها استفاده از انکرگذاری باعث نگهداری خاک سست و سنگ و پیوستگی آن دو با هم می‌شود، به‌طوری‌که وقتی عملیات خاکبرداری داخل آغاز می‌شود، فشار پشت توسط نیروی پیش تنیدگی انکر خنثی می‌شود و دیواره شیت پایل در محل خود استوار می‌ماند.

## اعضا ضروری در پیش تنیدگی
در سیستم پیش تنیدگی اعضای ضروری متعددی وجود دارد. در ساختار آزاد (Unbonded) پوشش پلاستیکی به عنوان منفصل و جداکننده نیروی مهاری بین رشته‌های پیش تنیدگی و بتن اطراف عمل می‌کند. چیزی که به عنوان ناحیه آزاد (LF) مطرح می‌شود. این پوشش همچنین باعث محافظت از رشته‌ها در برابر صدمات مکانیکی می‌شود، به عنوان یک مانع عمل می‌کند که از نفوذ رطوبت و مواد شیمیایی به رشته جلوگیری می‌کند. علاوه بر این پوشش، گریس مخصوص محافظ رشته فولادی، باعث کاهش اصطکاک بین رشته فولادی و پوشش پلاستیکی آن شده و محافظت مضاعفی دربرابر خوردگی ایجاد می‌کند.

## قسمت‌های مربوط به مهار کردن و بستن (Anchor Head)
لنگرگاه و مهار کردن از بخش‌های مهم خصوصاً در سیستم‌های آزاد(Unbonded) می‌باشد. بعد از این که بتن عمل آوری شد و به مقاومت لازم رسید، گوه‌ها داخل صفحه مخصوص (Wedge Plate) قرار داده می‌شود و رشته‌ها کشیده می‌شوند. پس از برداشتن جک، رشته فولادی به آرامی جمع می‌شود و گوه‌ها را به درون لنگر گاه می‌کشد و این عمل باعث ایجاد قفل شدگی محکم در رشته فولادی می‌شود؛ بنابراین گوه‌ها نیروی موجود در Tendon را حفظ می‌کنند و آن را بتن محیط اطراف منتقل می‌کنند. در محیط‌های خورنده قسمت مهارکننده (anchorhead) و دم‌های رشته‌های فولدی بیرون زده معمولاً با یک پوشش کلاهک برای حفاظت بیشتر پوشانده می‌شوند.
سازه‌های بتنی پیش تنیده آزاد (Unbonded) عموماً در کارخانه به صورت پیش‌ساخته تولید می‌شوند و به محل استفاده (به صورت آماده جهت نصب) منتقل می‌شوند. سپس رشته‌های پیش تنیدگی به شکلی که در نقشه‌های نصب مشخص شده‌اند، در محل قرار داده می‌شوند. در نقشه‌های نصب فاصله آن‌ها از هم، شکل حرکتی آن در طول (ارتفاع هر قسمت آن از سطح قالب) و محل‌هایی که باید کشیده شوند، نشان داده می‌شود. سپس بتن ریزی انجام می‌شود و وقتی به مقاومت لازم بین 3000-3500 psi رسید، رشته‌ها کشیده شده و قفل می‌شود. اصولاً Tendon شبیه یک نوار لاستیکی تمایل به برگشت به حالت طول اولیه دارد در حالی که قسمت مهارکننده(Anchor head) از حرکت آن جلوگیری می‌کند. در واقع رشته‌ها به‌طور دایمی تحت تنش قرار دارند که باعث می‌شود نیروی فشاری در بتن ایجاد شود. این نیروی فشاری که از سیستم پیش تنیدگی حاصل می‌شود نیروهای کششی ناشی از بارگذاری را خنثی می‌کند؛ بنابراین ظرفیت باربری بتن یا دیواره شیت پایل در سازه‌های دریایی (اسکله‌ها، حوضچه‌های خشک تعمیر کشتی) به‌طور قابل توجهی افزایش می‌یابد. از آنجایی که بتن پیش تنیده در محل پروژه به صورت درجا ریخته می‌شود تقریباً هیچ محدودیتی برای شکل‌دادن وجود ندارد. سازه‌های قوسی شکل، طرح‌های دال‌های پیچیده مثال‌هایی از سازه‌های بتنی پیش تنیدگی هستند. پیش تنیدگی تاکنون برای استفاده در تعداد زیادی از پل‌هایی که به زیبایی طراحی شده، جهت استفاده قرار گرفته است.
استحکام کششی کابل‌های فولادی پیش تنیدگی تقریباً در ده سال گذشته دو برابر شده از این رو صنعت پیش تنیدگی به سرعت در حال رشد است.

## کاربرد پیش تنیدگی
در سازه‌های پارکینگ‌ها، ساختمان (آپارتمانها) و در دفاتر کار، دال‌های بتنی روی زمین، پل‌ها و ورزشگاه‌ها، حفاری‌های سنگ و خاک، تانک‌های ذخیره آب و مواد شیمیایی و … پیش تنیدگی می‌تواند باعث مزایای فراوانی گردد.
در بیشتر حالت‌ها اجرای سیستم پیش تنیدگی باعث می‌شود بسیاری از ملزومات دشوار معماری طرح رعایت و محدودیت‌های موجود برطرف گردد.
پیش تنیدگی تقریباً در تمام انواع سازه‌ها کاربرد دارد. در سازه ساختمان‌ها، پیش تنیدگی اجازه ایجاد دهانه آزاد بیشتری بین تکیه گاه‌ها می‌دهد. ضمناً ضخامت دال‌های بتنی نیز کمتر بوده، تیرها کمتر و لاغرتر نیاز است. امکان ساخت اعضا سازهای چشمگیر و نمایشی از مزایای پیش تنیدگی است. دال نازکتر به معنای استفاده کمتر از بتن می‌باشد به علاوه این که ارتفاع کلی ساختمان برای ارتقای کف تا کف یکسان نسبت به ساختمانی که از سیستم پیش تنیدگی استفاده نشده کمتر می‌باشد؛ بنابراین سیستم پیش تنیدگی باعث می‌شود وزن سازه به‌طور قابل توجهی نسبت به ساختمان بتنی معمولی با همان تعداد طبقات کاهش یابد. این موضوع باعث کاهش بار فنداسیون می‌شود و می‌تواند مزیت اصلی آن برای نواحی لرزه خیز باشد. در مقایسه با ساختمان با شرایط مشابه یک ساختمان کوتاه به سیستم‌های مکانیکال کمتر و همچنین هزینه نمای خارجی کمتری احتیاج دارد؛ لذا صرفه اقتصادی نیز حاصل شده است. محاسن دیگر سیستم پیش تنیدگی این است که تیرها و دال‌ها می‌توانند ممتد اجرا شوند. به عنوان مثال یک تیر تنها می‌تواند به‌طور ممتد از یک انتهای ساختمان به انتهای دیگر آن امتداد یابد. از نظر سازهای این حالت بسیار کارآمدتر از این است که یک تیر فقط از یک ستون به ستون بعدی امتداد داشته باشد. سیستم پیش تنیدگی برای سازه‌های پارکینگ نیز استفاده می‌شود و علت آن این است که انعطاف‌پذیری زیادی برای طراحی ستون‌ها، طول دهانه آزاد و شکل رمپ به طراح می‌دهد. پارکینگ‌هایی که در آن‌ها از سیستم پیش‌تنیدگی استفاده شده است هم می‌توانند به عنوان یک سازه مستقل باشند و هم به عنوان یک یا چند طبقه در یک ساختمان مسکونی یا اداری قرار داشته باشند. در نواحی که از خاک رس روان یا خاک‌هایی با ظرفیت باربری پایین تشکیل شده‌اند، استفاده از دال‌های روی زمین یا فنداسیون‌های گسترده با سیستم پیش تنیدگی مشکلات ناشی از ترک و نشت‌های نامتقارن را از بین می‌برد. این روش برای ساخت پل‌ها با شرایط مختلف هندسی نظیر انحناهای پل‌ها و پل‌هایی با ارتفاع اهمیت زیادی دارد. ضمناً روش پیش تنیدگی امکان ساخت پل‌ها با دهانه خیلی زیاد را بدون استفاده از تکیه گاه‌های میانی پل به وجود می‌آورد. در ورزشگاه‌ها نیز این سیستم باعث می‌شود دهانه‌های آزاد بزرگتری اجرا شود و در نتیجه امکان اجرای طرح‌های معماری زیبایی به وجود می‌آید. این سیستم به عنوان مهاری نفوذکننده در عمق خاک و سنگ نیز استفاده می‌شود و به عنوان اعضا کششی برای نگاه داری دیواره‌های جانبی در سازه‌ها مانند دیواره راه‌ها، تونل‌ها، دیواره حوضچه‌های خشک ساخت و تعمیر کشتی و به عنوان نگهدارنده کف سازه‌هایی که تحت اثر نیروی بالا برندگی قرار دارند (مانند سازه آبگیر) پروژه‌های پتروشیمی و پالایشگاه‌ها استفاده فراوان دارد. ضمن این که برای پایدارسازی شیب زمین‌ها و ترانشه‌ها نیز قابل استفاده هستند. نمونه دیگر مصرف این سیستم در صنایع نفت و گاز و پالایشگاه‌ها مربوط به تانک‌های بتنی ذخیره گاز و تیارسازان میعانات گازی است که در آن‌ها ضریب بالایی جهت اطمینان از عدم وجود ترک در سازه بتنی مطرح است. ضمن این که سازه تانک ذخیره‌سازی در راستای عمودی و افقی به زمین طوری دوخته می‌شود که ایمنی آن در مقابل هرگونه انفجار تضمین می‌شود.

## حوادث مرتبط با بتن پیش فشرده
در دهه‌های ۱۹۵۰ و ۱۹۶۰ استفاده از پیش تنیدگی در پل‌ها بسیار محبوبیت یافت. اما حوادث چندی موجب تردید در استحکام این سازه‌ها در بلند مدت شد.
در برخی موارد، به دلیل ضعف کنترل کیفیت در هنگام ساخت، لوله‌های تاندون‌های فولادی به‌طور کامل با گروت پر نمی‌شوند و بخش‌هایی از فولاد در معرض خوردگی قرار می‌گیرد. خوردگی فولاد در صورتی‌که آب و یون‌های کلر (مثلاً از نمک پاشی در زمستان) امکان تجمع در بخش‌های خالی را پیدا کنند تشدید می‌شود.
تعدادی از حوادث قابل توجه در زیر آمده است:
- پل Ynys-y-Gwas در West Glamorgan، ولز در سال ۱۹۸۴ فرو ریخت.
- پل Melle، ساخته شده در دهه ۱۹۵۰ در بلژیک، در سال ۱۹۹۲ در پی خوردگی فولادهای پیش تنیدگی فرو ریخت.
- مجروح شدن اشخاص در سال ۲۰۰۰ در اثر فروریزش بخشی از پل عابر پیاده در Charlotte Motor Speedway آمریکا. در این مورد، عامل خوردگی کلرید کلسیمی بود که هنگام ساخت سازه با بتن مخلوط شده بود.
- خیابان هوایی Hammersmith Flyover در لندن در سال ۲۰۱۲ در پی کشف مشکلاتی در سیستم تنشی آن بر روی رفت‌وآمد بسته شد.

### مدل‌سازی سازه
امروزه در کشورهای صنعتی و پیشرفته با تعریف کاتالوگ محصولات از فولاد و بتن تا سنگ نما در نرم‌افزارهای مدل‌سازی اطلاعات ساختمان BIM سازنده، طراح و مالک به سادگی در مراحل ابتدایی با انتخاب محصول مشخص شده و جایگذاری آن در مدل با خصوصیات و رفتار ناشی از قرارگیری هر المان در ساختمان آشنا شده و می‌تواند به صرفه‌ترین انتخاب از لحاظ اقتصادی، انرژی و مقاومت را انجام دهد.

## در همین زمینه
- بتن پیش تنیده

## موارد مشهور
- پل میانگذر دریاچه پونچاترین

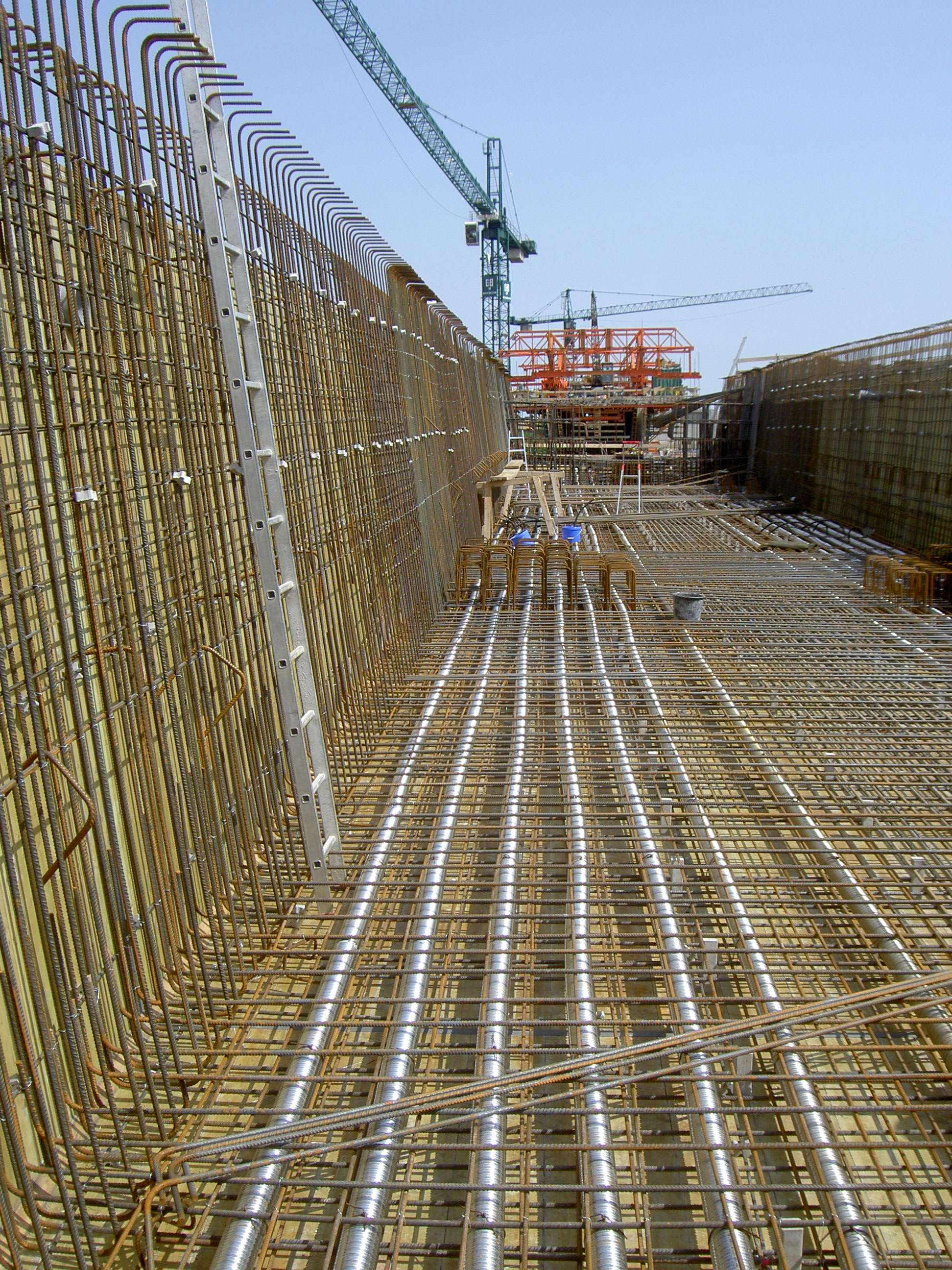
. لوله‌های عبور کابل/میلگرد پیش تنیدگی
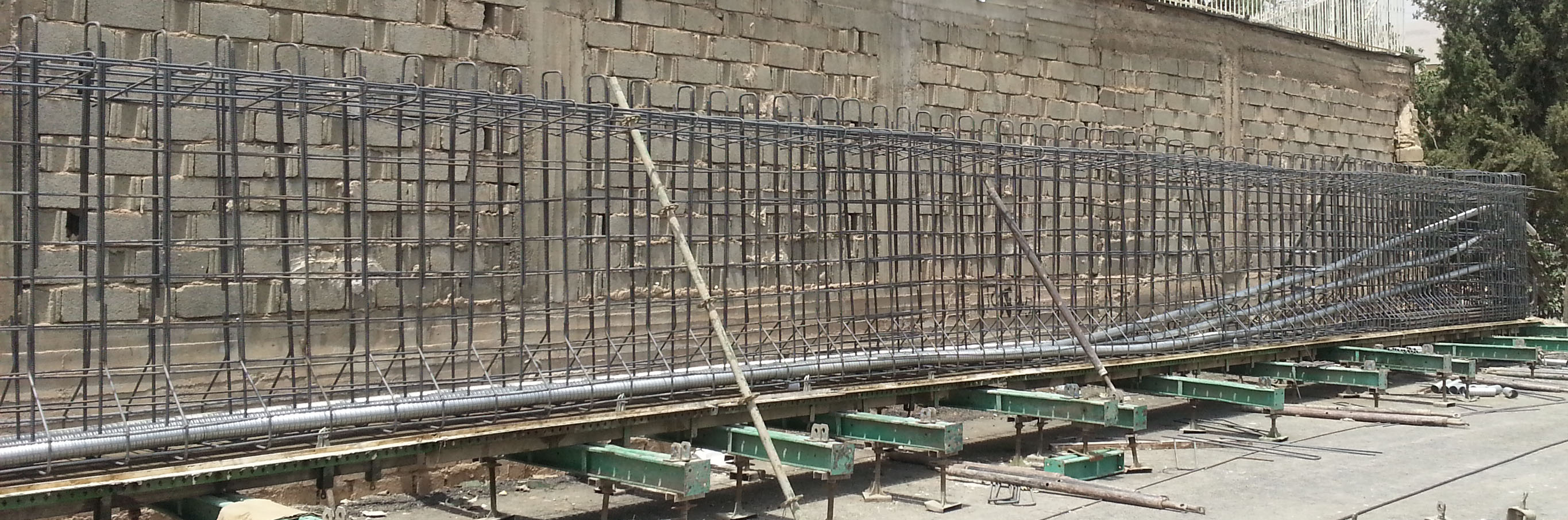
بتن پیش‌تنیده تیر پل ستارخان در شیراز
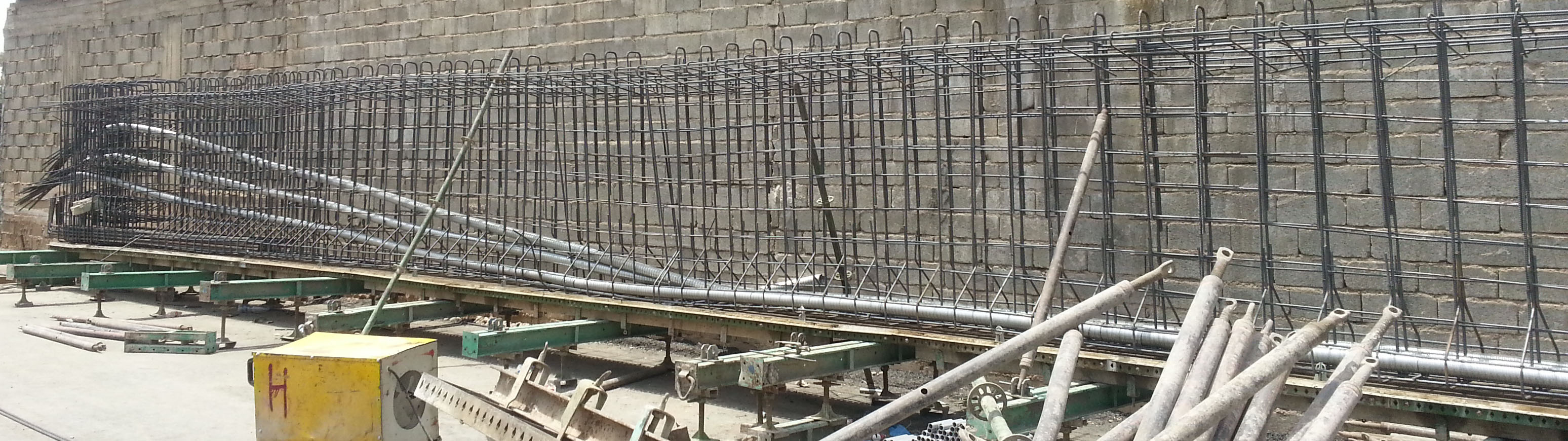
بتن پیش‌تنیده تیر پل ستارخان در شیراز
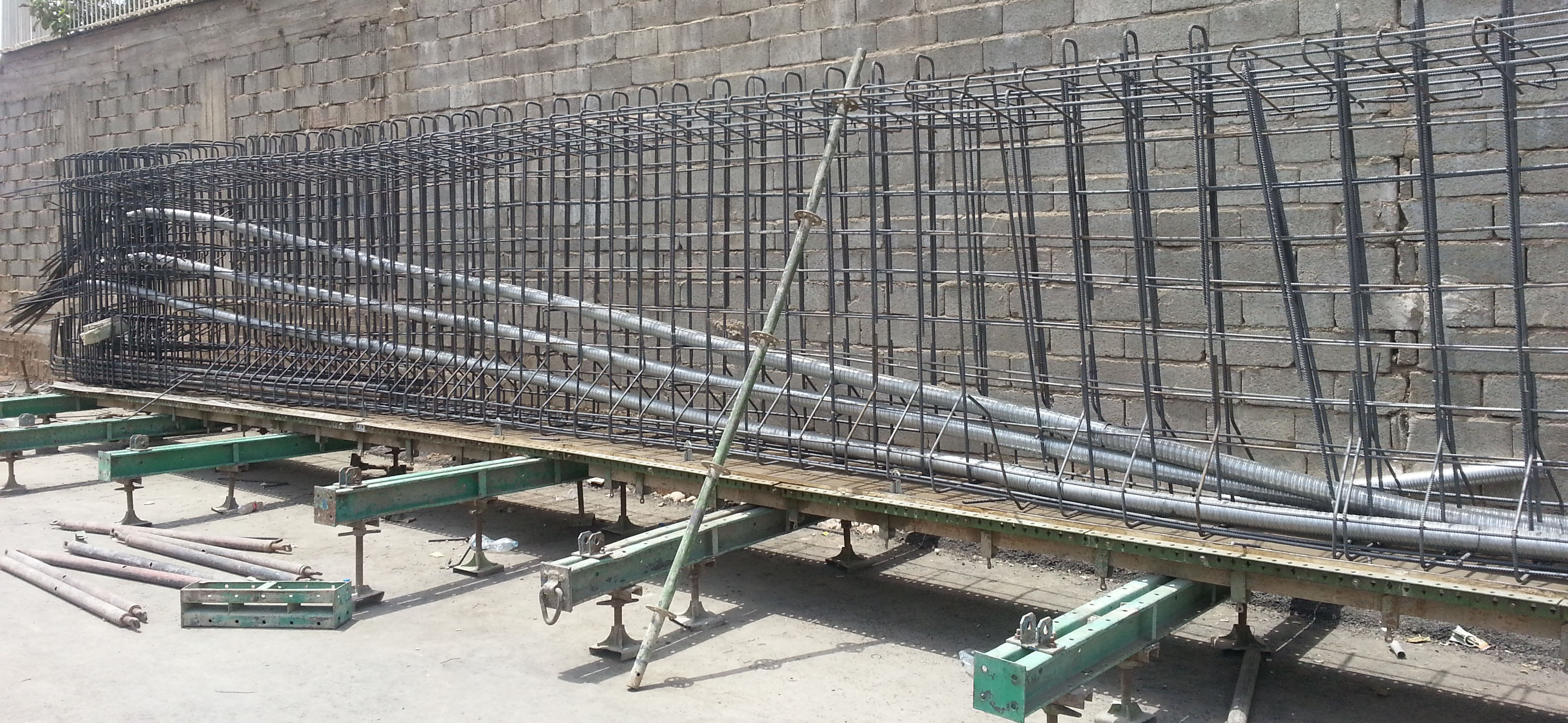
بتن پیش‌تنیده تیر پل ستارخان در شیراز
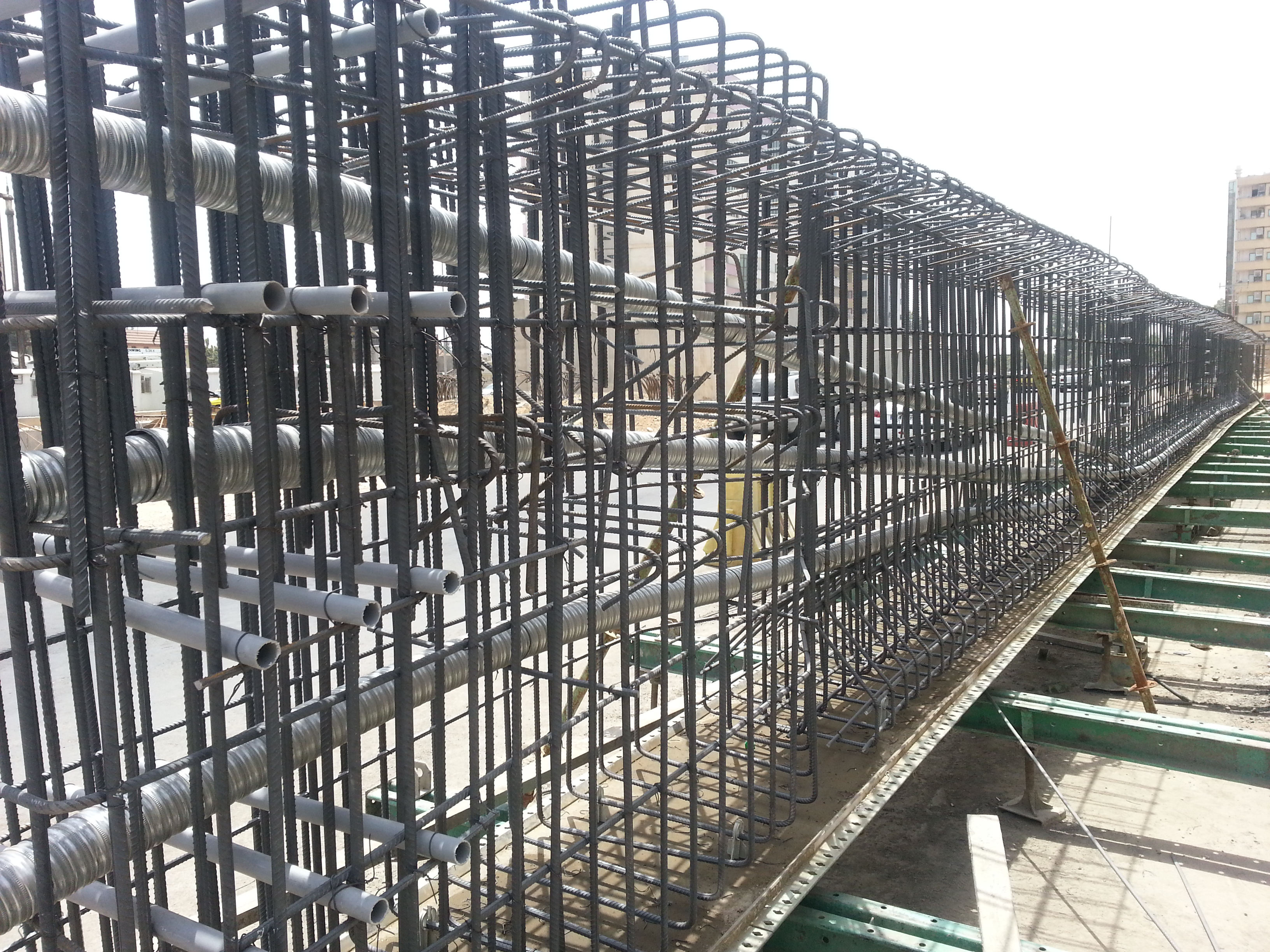
بتن پیش‌تنیده تیر پل ستارخان در شیراز
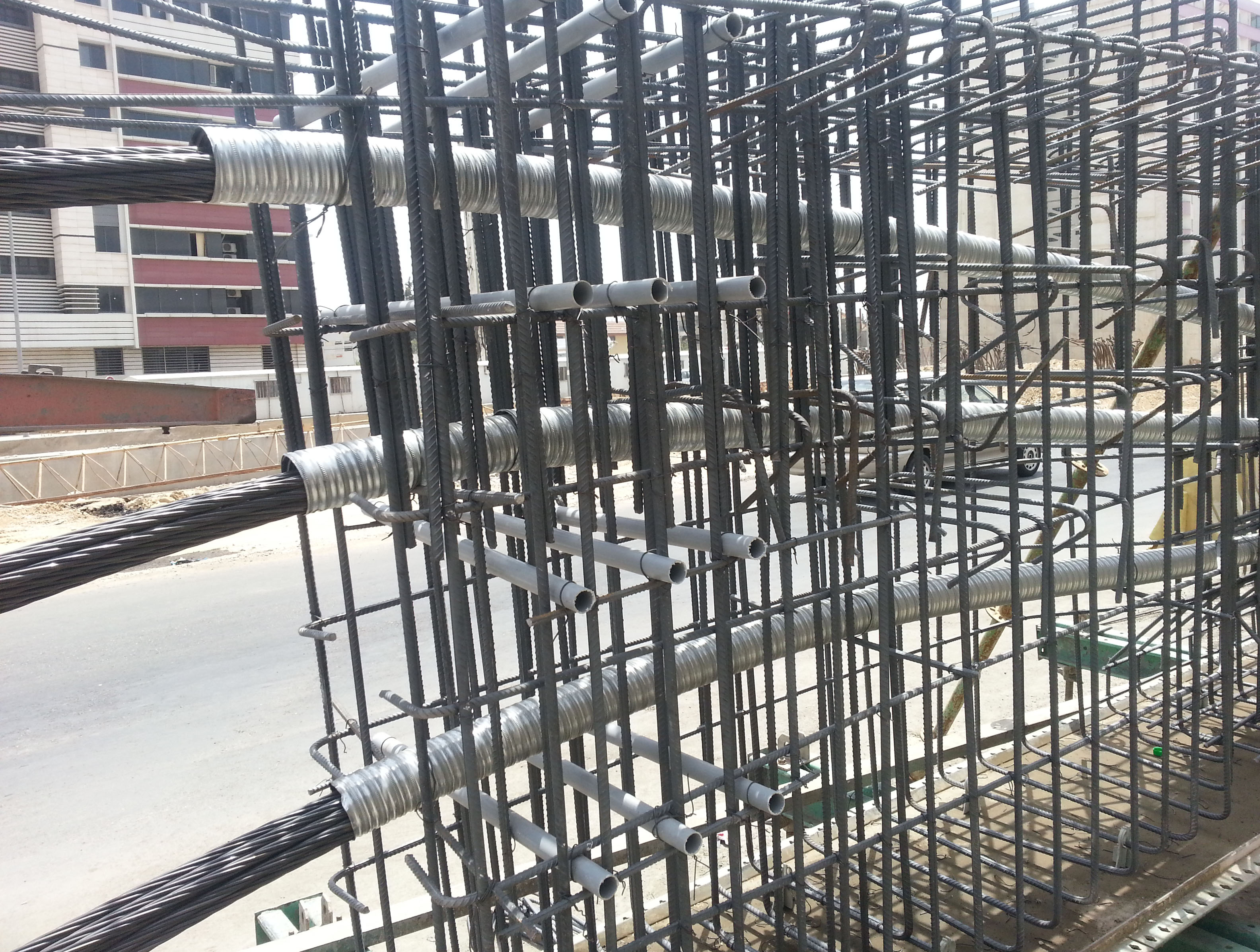
بتن پیش‌تنیده تیر پل ستارخان در شیراز